# 686 (číslo)
Šest set osmdesát šest je přirozené číslo. Následuje po čísle šest set osmdesát pět a předchází číslu šest set osmdesát sedm. Římskými číslicemi se zapisuje DCLXXXVI a řeckými číslicemi χπς.

## Matematika
686 je:
- Deficientní číslo
- Složené číslo
- Nešťastné číslo

## Astronomie
- (686) Gersuind je planetka hlavního pásu, kterou objevil v roce 1909 August Kopff

## Komunikace
- +686 je mezinárodní telefonní předvolba Kiribati

## Roky
- 686
- 686 př. n. l.